# Аванш
Аванш (фр. Avenches) — місто  в Швейцарії в кантоні Во, округ Бруа-Вюлі.
Розташоване на транспортній магістралі між Лозанною та Берном, недалеко від швейцарської мовної межі, так званого Рештіграбена, що розділяє франкомовних швейцарців на заході від їхніх німецькомовних співгромадян на сході.

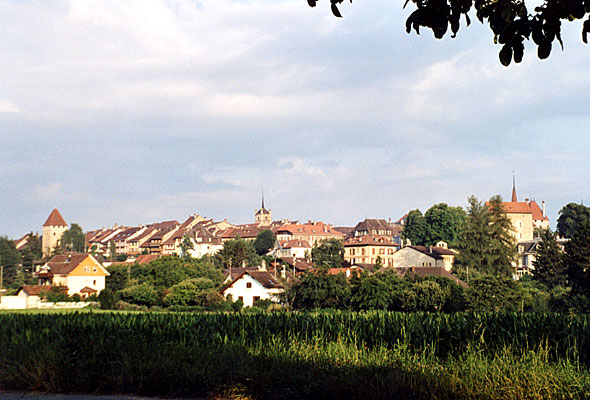
Аванш

## Географія
Місто розташоване на відстані близько 32 км на захід від Берна, 50 км на північний схід від Лозанни.
Аванш має площу 19,5 км², з яких на 18,4% дозволяється будівництво (житлове та будівництво доріг), 64,2% використовуються в сільськогосподарських цілях, 16,5% зайнято лісами, 0,9% не є продуктивними (річки, льодовики або гори).

## Демографія

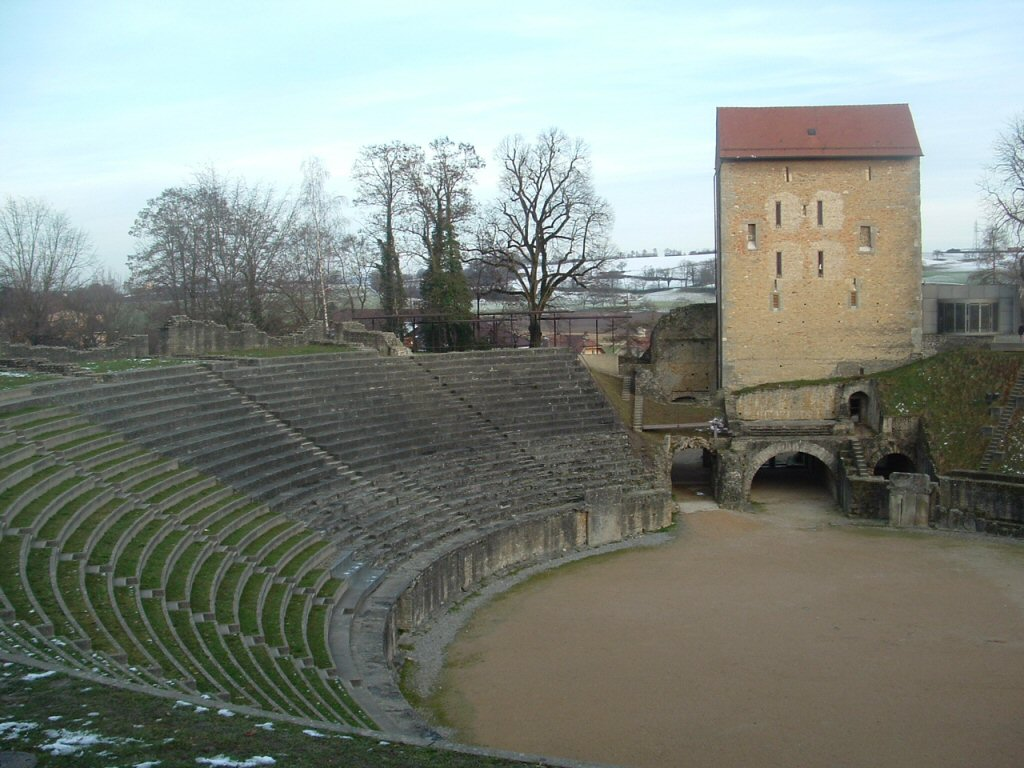
Римський амфітеатр в Аванші

2019 року в місті мешкало 4295 осіб (+28,9% порівняно з 2010 роком), іноземців було 36,6%. Густота населення становила 221 осіб/км².
За віковим діапазоном населення розподілялося таким чином: 21,9% — особи молодші 20 років, 61,6% — особи у віці 20—64 років, 16,5% — особи у віці 65 років та старші. Було 1834 помешкань (у середньому 2,3 особи в помешканні).
Із загальної кількості 2641 працюючого 135 було зайнятих в первинному секторі, 775 — в обробній промисловості, 1731 — в галузі послуг.

## Відомі особистості
З 532 р. по 31 грудня 596 р. у місті народився, жив і працював хроніст Марій Аваншський, який служив також єпископом міста. Походив з відомого галло-римського роду.